# Armand Nakache
Armand Nakache, né à Bône (Algérie) le 11 janvier 1894 et mort à Clichy le 30 juin 1976,, est un peintre, graveur et illustrateur français.

## Biographie
Armand Nakache passe son enfance en Algérie avant d'arriver à Paris. Il y est élève au lycée Jean-Baptiste-Say, puis suit des études artistiques de 1909 à 1914. En 1914, il est mobilisé et participe à la Première Guerre mondiale dans l'infanterie ; il la termine comme lieutenant. Blessé plusieurs fois, il est décoré de la croix de guerre et de la Légion d'honneur. 
En 1919, il complète sa formation par deux années d'études de restauration avec un spécialiste des musées de Florence. Il pratique alors toutes les disciplines du noir et blanc : gravure, crayon, lithographie, lavis. Il privilégie d'abord la pureté du dessin et la justesse des tons.
En 1935, il découvre l'expressionnisme dont il subit l'influence : il déforme les sujets pour en accentuer la puissance et en exalte la couleur. Armand Nakache ne peut cependant être réduit à l'école expressionniste. Il a constamment évolué car, dit-il : « créer n'est pas fabriquer en série en modifiant le sujet. C'est faire quelque chose de nouveau à chaque fois »[réf. nécessaire]. Le critique Guy Dornand le définit comme le maître de « l’expressionnisme fantastique ».
Dès 1935, certaines de ses œuvres sont achetées par la ville de Paris.
Il a participé de façon active à plusieurs mouvements de peintres et graveurs. Il participe à la création du Salon populiste en 1933, et en devient le secrétaire général. En 1935 il participe à la création et préside la Société de peintres-graveurs et lithographes indépendants « Le Trait » à Paris. Il est membre d’honneur de la Société nationale des graveurs italiens. Il est un des membres fondateurs de l'Association des peintres témoins de leur temps. Armand Nakache expose régulièrement ses travaux dans les Salons que cette association organise de 1951 à 1982. Il  est président de la Société des artistes indépendants de 1952 à 1964.
Le 11 octobre 1960, il reçoit la grande médaille de vermeil de la ville de Paris.
Son fils, Francis Nakache et l'épouse de celui-ci, Suzanne, ont promu l'œuvre d'Armand Nakache en organisant plusieurs expositions. 

## Réception critique
À l'occasion de son décès, le journal Le Monde écrit : « L'art pathétique d'Armand Nakache plonge ses racines du côté des fauves et s'épanouit du côté de l'expressionnisme dans la lignée des Rouault, des Soutine et des Kokoscha. »
Quelques années auparavant, le même journal écrit à propos d'une de ses expositions : « La dénonciation ininterrompue d'une réalité hallucinante à travers des personnages rituels, clowns, masques ou sorciers, prend son origine dans la découverte du monde concentrationnaire. »
Le 31 décembre 1962, Jean Rollin, dans le journal L'Humanité, exprime une analyse assez proche : « Jalonnée de visions amères, peuplée de créatures fantastiques et de monstres, son œuvre torturée, apocalyptique même, est chargée d’angoisse, lourde de pessimisme. »

## Ouvrages illustrés
- Gérard Murail, Le Clown égaré, préface d'André Salmon, lithographies originales, Éd. Les amis d'Astrée, 1951, 108 p.

## Œuvres dans les collections publiques
- Paris, Département des arts graphiques du musée du Louvre : Danseuse lithographie. Œuvre acquise auprès de l'artiste en 1956[12].
- Roubaix, La Piscine :
  - fonds de 47 dessins au crayon lithographique des années 1930 ;
  - Les Souffleurs de verre ;
  - Le Pétrole : L'Affuteur de trépan ;
  - Portrait d'André Thérive  critique d'art ;
  - Portrait de Francis et sa nurse, 1935, huile sur toile ;
  - Un avocat, crayon graphite sur papier 31,5 × 23,5 cm[13].
- Rouen, musée des beaux-arts : Clown à l'oiseau, 1956, huile sur toile, 46,2 × 55 cm.